# Казале, Антонио
Антонио Казале или Энтони Вернон (17 мая 1932, Рим, Италия — 4 февраля 2017) — итальянский актёр, погибающий во многих спагетти-вестернах итальянского производства, снятых между 1965 и 1976 годами.

## Биография
Хотя его последующие роли не остались незамеченными, Казале, вероятно, известен во всём мире как умирающий Билл Карсон — персонаж культового спагетти-вестерна Серджо Леоне Хороший, плохой, злой. Этот фильм завершает так называемую «долларовую трилогию» и до сих пор считается одной из вершин мирового кинематографа. Также сыграл и в другом фильме Леоне, За пригоршню динамита, в роли пассажира дилижанса, который унижает главного героя, наивно принимая того за простого крестьянина.
После спада интереса публики к спагетти-вестернам нашёл себя в жанре «eurocrime», исполняя роли «плохих парней».

## Избранная фильмография
- Maciste — Il vendicatore dei Maya (1965)
- Хороший, плохой, злой (1966)
- Navajo Joe (1966)
- Vendetta per vendetta (1968)
- Le salamandre (1969)
- Quickly, spari e baci a colazione (1971)
- За пригоршню динамита (1971)
- Il grande duello (1972)
- Cosa avete fatto a Solange? (1972)
- Milano trema: la polizia vuole giustizia (1973)
- Diario di una vergine romana (1973)
- Dagli archivi della polizia criminale (1973)
- Anna, quel particolare piacere (1973)
- Il tempo dell’inizio (1974)
- Sette ore di violenza per una soluzione imprevista (1974)
- Una donna per venti bastardi (1974)
- La rivolta delle gladiatrici (1974)
- Macchie solari (1975)
- Последний выстрел (1975)
- Il sospetto (1975)
- Il giustiziere sfida la città (1975)
- Il trucido e lo sbirro (1976)
- Mannaja (1977)